# فینگراستایل

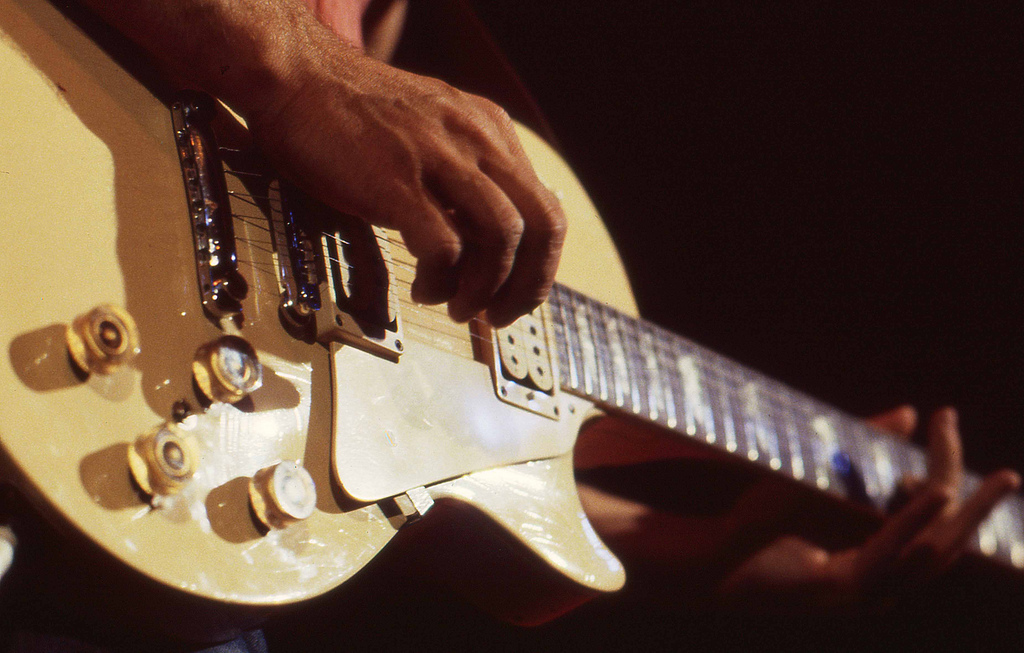
نواختن گیتار به سبک Finger style

فینگراستایل (Finger style) یا نواختن با انگشت نوعی تکنیک در نواختن گیتار است که در آن نوازنده تنها با استفاده از بندانگشتان دست و ناخن یا پیک گیتار ناخنی سیم‌های گیتار را به ارتعاش درمی‌آورد. این تکنیک درست نقطه مقابل نواختن گیتار به وسیله مضراب (پیک) است. از این تکنیک، به نام فینگر پیکینگ نیز یاد می‌شود گرچه اصطلاحِ فینگر پیکینگ معمولاً در گیتار کلاسیک کاربر دارد.

## تکنیک
از آنجایی که در این تکنیک هر انگشت توانایی به صدا درآوردن یک نت جدا را دارد، این تکنیک (بر خلاف صدای تک واحدی مثل پیک) توانایی ایجاد هارمونی و اجرای چند آوایی را ممکن می‌سازد. 
 از نقطه نظر فیزیکی و اجرا، در فینگر استایل دست راست گیتاریست به تنهایی در حال اجرای چندین نت از یک قسمت موسیقی در آن واحد است به طوری که هر یک از این قسمت‌ها در حالت معمول باید توسط چندین نفر از اعضای گروه موسیقی نواخته شود.
بسیاری از گیتاریست‌های مطرح در تکنیک فینگر استایل از ترکیب ناخن‌های اکرلیک و پیک انگشت شصت استفاده می‌کنند. این کار سبب کاهش احتمال شکستگی ناخن یا آسیب دیدن آن می‌شود. گیتاریست‌های مطرحی از جمله  آنی دی‌فرانکو, Doyle Dykes, Don Ross, Richard Smith از این کار برای زدن گیتار استفاده می‌کنند.

- لازم نیست که نوازنده‌های گیتار پیک خود را همیشه با خود همراه داشته باشند ولی ناخن‌های دست همیشه باید در اندازه مناسب و شرایط مطلوب باشند.
- در این تکنیک توانایی به صدا آوردن چندین سیم گیتار در آن واحد ممکن است. این امر به نوازنده کمک می‌کند تا سیم‌های بیس را به همراه سیم‌های ملودی به صدا در بیاورد.
- اجرای آرپژ در این حالت بسیار ساده است ولی تکنیک‌های مثل ترمولو (تکرار سریع یک نت) در این حالت تقریبا غیرممکن است.
- آلترنیت پیکینگ در تکنیک فینگر استایل دشوار و نیازمند تمرین است در حالی که در استفاده از مضراب نوازنده به راحتی می‌تواند هم از بالا و هم از پایین به سیم گیتار ضربه وارد کند.

فینگر استایل با گیتار نایلونی رایج‌ترین نوع این سبک از نواختن گیتار است.

1. 

### فینگر استایل گیتار کلاسیک

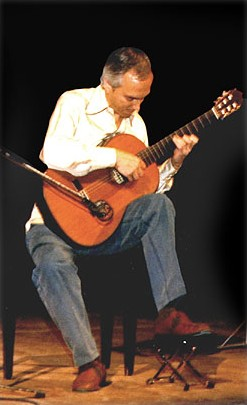
جان ویلیامز

### فلامنکو فینگر استایل

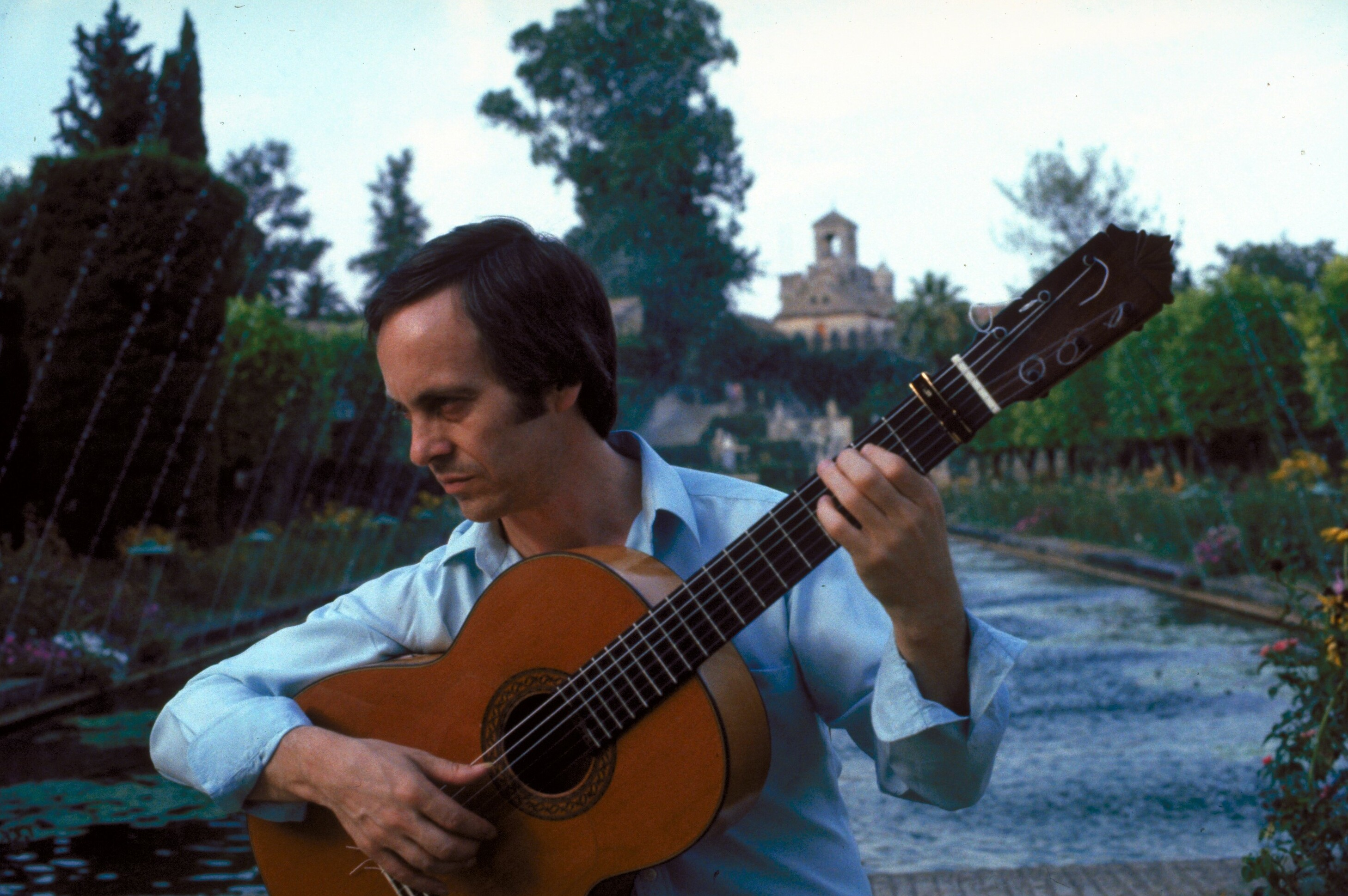
Paco Peña

### کانتری بلوز

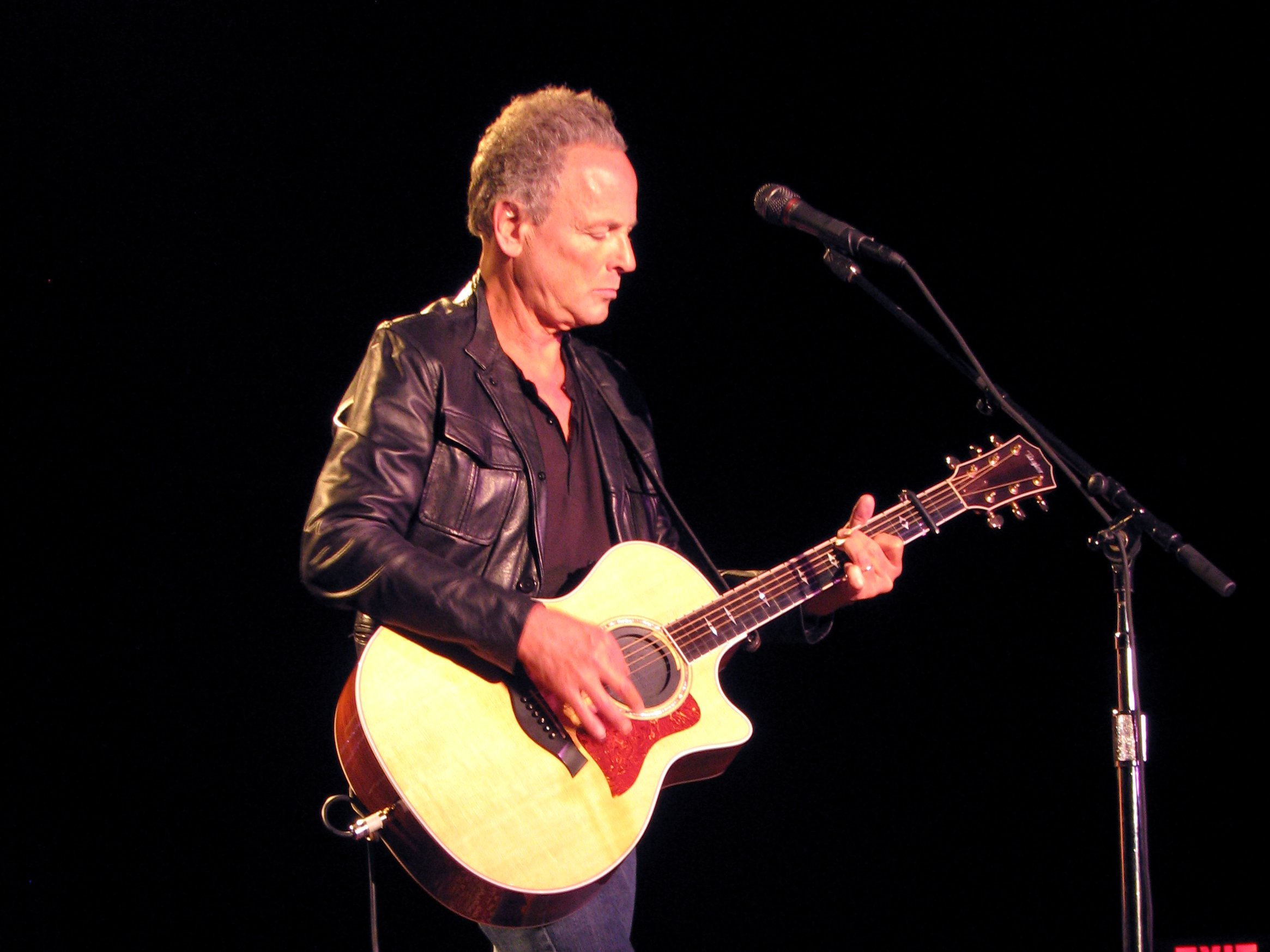
گیتاریست لیندیسی باکینگهام در حال فینگر پیکینگ با گیتار آکوستیک دارای آمپلی فایر

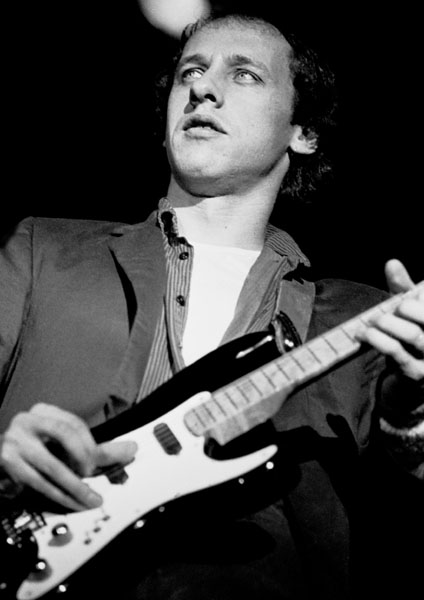
مارک نوپفلر ۹۸۱ همراه با گروه خود Dire Straits در حال اجرای تکنیک فینگر پیکینگ بر روی گیتار فندر

### تراویس پیکینگ

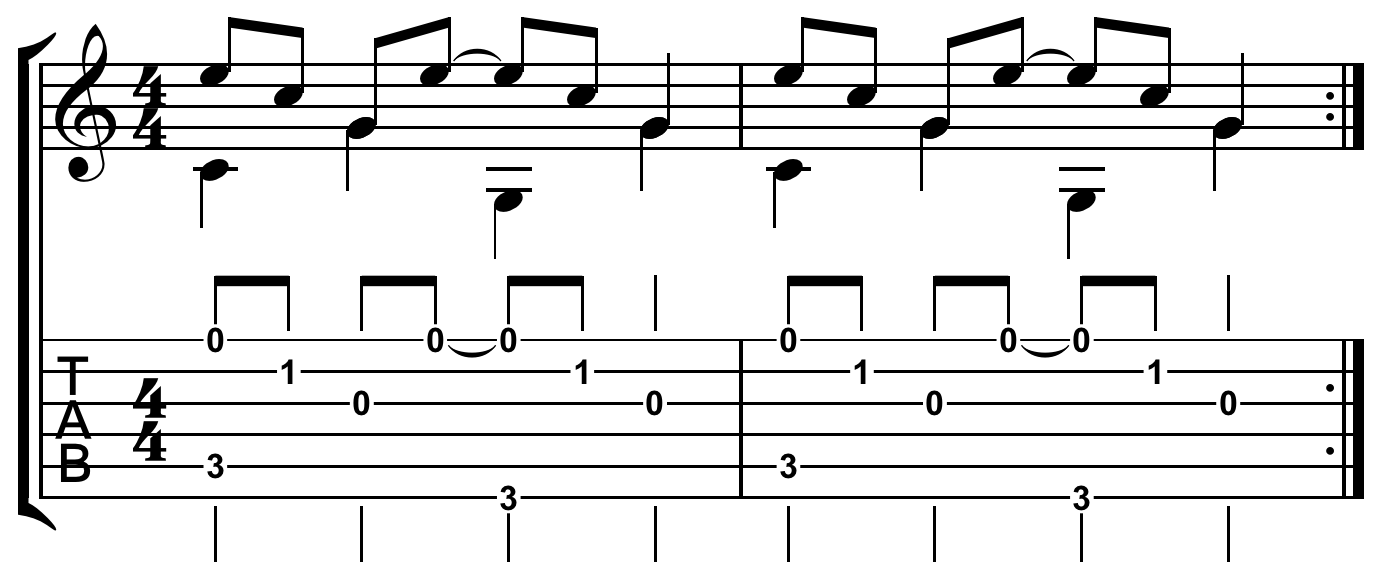
تروایس پیکینگ